# هوندا کلیک
هوندا کلیک (به انگلیسی: Honda Click) با نام اصلی هوندا واریو که در برخی از کشورهای جنوب شرق آسیا و ایران با نام هوندا کلیک شناخته می‌شود، یک موتورسیکلت اسکوتر ژاپنی برای کمپانی هوندا است که توسط آسترا هوندا موتور در اندونزی از سال ۲۰۰۶ تولید می‌شود. این اسکوتر برای پیش‌بینی افزایش جمعیت اسکوترهای اتوماتیک در بازار موتورسیکلت اندونزی در نظر گرفته شده‌است. در انواع مختلف با ظرفیت موتورهای ۱۰۸٫۰ سانتی‌متر مکعب (۶٫۵۹ اینچ مکعب) تا ۱۵۷٫۰ سانتی‌متر مکعب (۹٫۵۸ اینچ مکعب) ظاهر شده‌است.دارای کیلس و ریموت کلیک می‌باشد در صورت از کار افتادن کیلس نیاز به ساخت ریموت کلیک است 
هوندا کلیک ۱۲۵آی برای اولین بار در سال ۲۰۱۲ معرفی شد و به دلیل موتور کارآمد و تجربه سواری راحت به سرعت محبوبیت پیدا کرد. این موتور برای پاسخگویی به مسافران شهری طراحی شده که به دنبال یک وسیله حمل و نقل راحت و مقرون‌به‌صرفه هستند و در آسیا و به‌خصوص در تایلند بسیار محبوب است.همچینن سرعت تایین شده این اسکوتر اتوماتیک ژاپنی ۷۰ کیلومتر تایین شده است البته که قابلیت بیشتر رفتن را دارد ولی از شرکت تولید کننده تا حداکثر ۷۰ کیلومتر محدود شده است.